# Coppa del Baltico 2001
La Coppa del Baltico 2001 è stata la 19ª edizione della competizione, l'8ª dalla reistituzione di questa manifestazione nel 1991 a seguito del collasso dell'Unione Sovietica.
Ha visto, per l'ottava volta nella storia, la vittoria della Lettonia che è stata anche organizzatrice dell'evento.
I lettoni Marian Pahars e Vladimirs Koļesņičenko si sono laureati capocannonieri del torneo, segnando due reti ciascuno.

## Formula
La formula è quella tradizionale della manifestazione che prevede un girone all'italiana con partite di sola andata tra le tre formazioni partecipanti.
Tutte le partite sono state giocate a Riga, utilizzando due impianti: il Daugava e lo Skonto.

## Classifica finale
| Pos. | Squadra  | Pt | G | V | N | P | GF | GS | DR |
| ---- | -------- | -- | - | - | - | - | -- | -- | -- |
| 1.   | Lettonia | 6  | 2 | 2 | 0 | 0 | 7  | 2  | +5 |
| 2.   | Lituania | 3  | 2 | 1 | 0 | 1 | 6  | 6  | 0  |
| 3.   | Estonia  | 0  | 2 | 0 | 0 | 2 | 3  | 8  | -5 |

## Risultati
| Arbitro: | Miezelis |

|                                              |           |              |
| Verpakovskis 41’ Pahars 50’ Koļesņičenko 90’ | Marcatori | 47’ Zelinski |

| Arbitro: | Lajkus |

|                                                                            |           |                      |
| Buitkus 37’ D. Česnauskis 46’ Vasiliauskas 73’ Trakys 90’ Vilėniškis 90+1’ | Marcatori | 7’ Anniste 35’ Švets |

| Arbitro: | Kaldma |

|                                                           |           |            |
| Rubins 45’ Pahars 52’ Blagonadeždins 84’ Koļesņičenko 89’ | Marcatori | 12’ Barasa |